# USS Ohio (BB-12)
O USS Ohio foi um couraçado pré-dreadnought operado pela Marinha dos Estados Unidos e a terceira e última embarcação da Classe Maine, depois do USS Maine e USS Missouri. Sua construção começou em abril de 1899 nos estaleiros da Union Iron Works em São Francisco e foi lançado ao mar em maio de 1901, sendo comissionado na frota norte-americana em outubro de 1904. Era armado com uma bateria principal composta por quatro canhões de 305 milímetros montados em duas torres de artilharia duplas, tinha um deslocamento carregado de quase catorze mil toneladas e conseguia alcançar uma velocidade máxima de dezoito nós (33 quilômetros por hora).
O Ohio teve uma carreira relativamente tranquila, com suas principais atividades consistindo em exercícios e treinamentos de rotina. Um ano depois de entrar em serviço foi enviado para servir na Frota Asiática, permanecendo na região do Sudeste Asiático até 1907. No final do mesmo ano partiu com a Grande Frota Branca para realizar uma volta ao redor do mundo, retornando em 1909. Foi modernizado ao fim da viagem e colocado na reserva, sendo reativado de tempos em tempos pelos anos seguintes para ser usado como navio-escola em cruzeiros de treinamento. O navio foi descomissionado em julho de 1919 e desmontado em 1923 sob os termos do Tratado Naval de Washington.

## Descrição
O Congresso dos Estados Unidos aprovou um importante programa de construção naval em resposta à eclosão da Guerra Hispano-Americana em 1898; o programa incluía três novos encouraçados, que se tornariam a classe Maine. A classe incorporou vários desenvolvimentos tecnológicos significativos, incluindo canhões principais de menor calibre que usavam pólvora sem fumaça para atingir maior velocidade de saída (e, portanto, poder de penetração), blindagem cimentada Krupp que era mais forte do que a blindagem Harvey usada em embarcações anteriores e caldeiras aquatubulares que forneciam mais potência para os motores.
O Ohio tinha 120 metros de comprimento total e tinha uma boca de 22 metros e um calado de sete metros. Ele deslocava 12 927 toneladas conforme projetado e até 13 900 em plena carga. O navio era movido por motores a vapor de expansão tripla de dois eixos avaliados em 16 mil cavalos de potência, acionando duas hélices helicoidais. O vapor era fornecido por doze caldeiras Thornycroft movidas a carvão, que eram ventiladas em três funis. O sistema de propulsão gerava uma velocidade máxima de dezoito (33 quilômetros por hora). Como construído, ele foi equipado com mastros militares pesados, mas estes foram rapidamente substituídos por equivalentes treliçados em 1909. Ele tinha uma tripulação de 561 oficiais e praças, que aumentaram para 779 – 813.
O navio estava armado com uma bateria principal de quatro canhões de 305 milímetros, com 40 calibres de comprimento, em duas torres de canhão gêmeas na linha central, uma para a frente e para trás. A bateria secundária consistia em dezesseis canhões de 152 milímetros Mark VI, com 50 calibres de comprimento, que foram colocados em casamatas no casco. Para defesa de curto alcance contra torpedeiros, ele carregava seis canhões de 76 milímetros, com 50 calibres de comprimento, montados em casamatas ao longo da lateral do casco, oito canhões de 3 libras e seis canhões de 1 libra. Como era padrão para os navios capitais da época, o Ohio carregava dois tubos de torpedos de 457 milímetros, submersos em seu casco na lateral.
O cinturão blindado do Ohio tinha 279 milímetros de espessura sobre os paióis e as casas das máquinas propulsoras e 203 milímetros em outro lugar. As torres de canhão da bateria principal tinham 305 milímetros em seus lados, e as barbetas de suporte tinham a mesma espessura de blindagem em seus lados expostos. A blindagem que protegia as casamatas da bateria secundária era de 152 milímetros de espessura. A torre de comando tinha 254 milímetros nas paredes.

## Histórico de serviço
O Ohio, o último membro da classe Maine, foi o segundo navio dos três a ser batido. Ele foi construído na Union Iron Works em São Francisco, com sua quilha sendo batida em 22 de abril de 1899. Ele foi lançado em 18 de maio de 1901 e comissionado em 4 de outubro de 1904. Depois que ele entrou em serviço, o Ohio foi designado como a nau capitânia da Frota Asiática. Ele deixou São Francisco em 1 de abril com destino a Manila, nas Filipinas. Após a chegada do novo encouraçado, o grupo do então Secretário de Guerra William Howard Taft embarcou para uma viagem pelo Leste Asiático, incluindo paradas no Japão e na China. O Ohio voltou aos Estados Unidos em 1907 e foi transferido para a Frota do Atlântico. Ele e o resto dos encouraçados da Frota do Atlântico realizaram uma revista naval para o presidente Theodore Roosevelt em Hampton Roads, Virgínia, para marcar o início do cruzeiro da Grande Frota Branca em 16 de dezembro de 1907. O cruzeiro da Grande Frota Branca foi concebido como uma forma de demonstrar o poder militar americano, particularmente para o Japão. As tensões começaram a aumentar entre os Estados Unidos e o Japão após a vitória deste último na Guerra Russo-Japonesa em 1905, particularmente sobre a oposição racista à imigração japonesa para os Estados Unidos. A imprensa de ambos os países começou a clamar pela guerra, e Roosevelt esperava usar a demonstração de poderio naval para deter a agressão japonesa.
No dia seguinte, a frota partiu de Hampton Roads e navegou para o sul até o Caribe e depois para a América do Sul, fazendo paradas em Port of Spain, Rio de Janeiro, Punta Arenas e Valparaíso, entre outras cidades. Depois de chegar ao México em março de 1908, a frota passou três semanas praticando artilharia. A frota então retomou sua viagem pela costa do Pacífico das Américas, parando em São Francisco e Seattle antes de cruzar o Pacífico para a Austrália, parando no Havai no caminho. As paradas no Pacífico Sul incluíram Melbourne, Sydney e Auckland. Depois de deixar a Austrália, a frota virou para o norte para as Filipinas, parando em Manila, antes de seguir para o Japão, onde uma cerimônia de boas-vindas foi realizada em Yokohama. Seguiram-se três semanas de exercícios na Baía de Subic, nas Filipinas, em novembro. Os navios passaram por Cingapura em 6 de dezembro e entraram no Oceano Índico; eles carvoaram em Colombo antes de prosseguir para o Canal de Suez e carvoar novamente em Porto Saíde, Egito. A frota fez escala em vários portos do Mediterrâneo antes de parar em Gibraltar, onde uma frota internacional de navios de guerra britânicos, russos, franceses e holandeses saudou os americanos. Os navios então cruzaram o Atlântico para retornar a Hampton Roads em 22 de fevereiro de 1909, tendo percorrido 86 542 quilômetros. Lá, eles realizaram uma revista naval para Roosevelt.

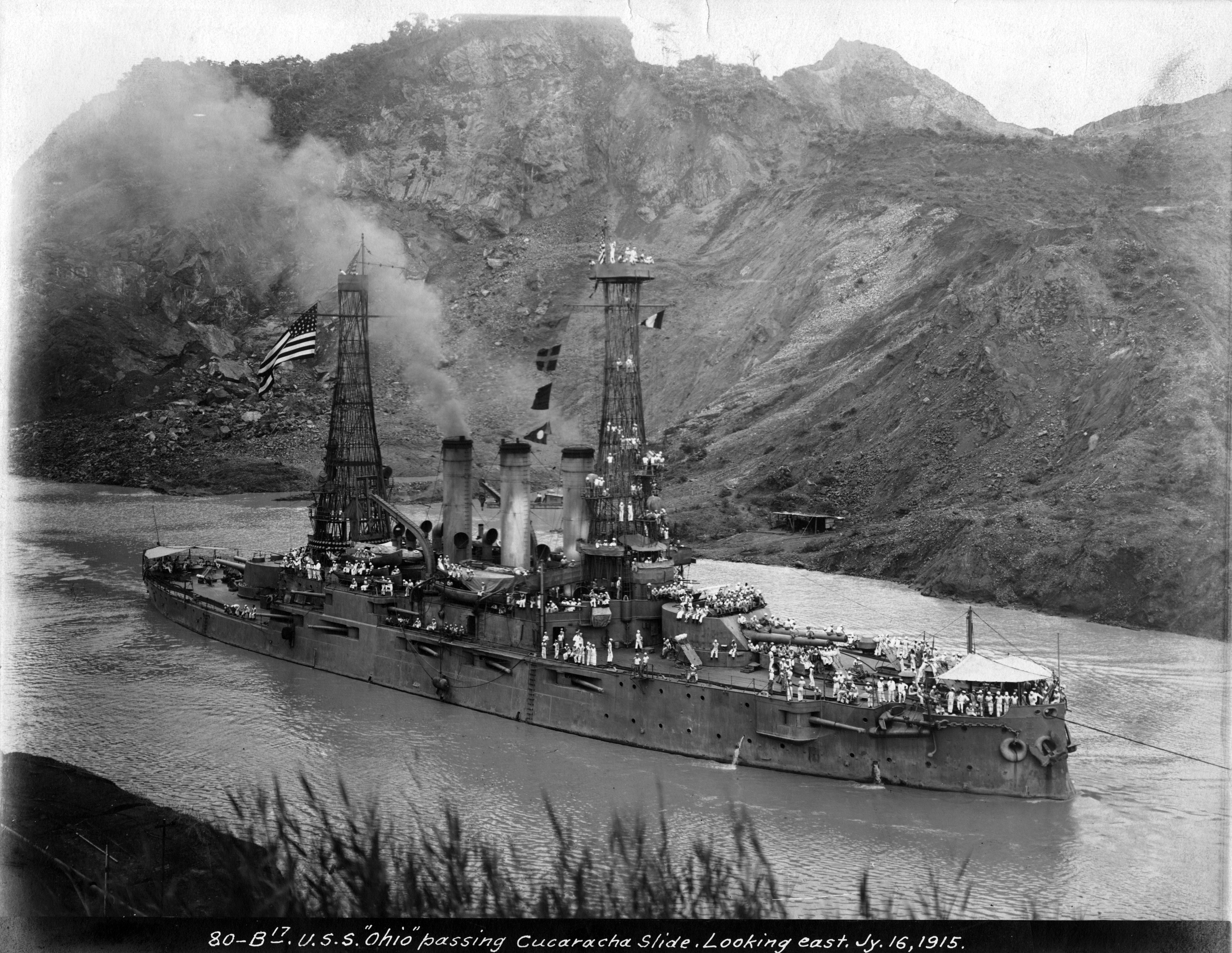
O Ohio transitando pelo Canal do Panamá em 16 de julho de 1915 durante um cruzeiro de treinamento de aspirantes

Após a conclusão das cerimônias, o Ohio seguiu para Nova York, onde ficou baseado nos quatro anos seguintes. Este tempo foi gasto conduzindo o treinamento normal em tempos de paz com a frota e auxiliando no treinamento da Milícia Naval de Nova York. Em 1914, a piora das condições durante a Guerra Civil Mexicana levou os Estados Unidos a começar a intervir no conflito. O Ohio foi enviado para águas mexicanas no início daquele ano para proteger os interesses americanos no país. Em meados de 1914, ele retornou à costa leste dos Estados Unidos para realizar um cruzeiro de treinamento para aspirantes da Academia Naval dos Estados Unidos. Após completar o cruzeiro, o Ohio foi transferido para a Frota de Reserva com sede na Filadélfia. Ele voltou ao serviço apenas para conduzir cruzeiros adicionais de aspirantes nos verões de 1915 e 1916.
Os Estados Unidos inicialmente permaneceram neutros durante a Primeira Guerra Mundial, mas no início de 1917, as tensões entre eles e a Alemanha aumentaram quando a campanha de guerra submarina irrestrita desta última começou a afundar navios mercantes americanos. Em 6 de abril de 1917, os Estados Unidos declararam guerra à Alemanha e, no dia 24, o Ohio foi recomissionado. Ele estava baseado em Norfolk e encarregado de treinar equipes para a frota de guerra em rápida expansão. Este serviço incluía treinamento de artilharia; em 1 de junho de 1918, ele se envolveu em um acidente significativo durante o treino de artilharia com dois outros navios de guerra, New Hampshire e Louisiana. Artilheiros a bordo do New Hampshire acidentalmente começaram a atirar em um par de caçadores de submarinos. O Ohio emitiu um aviso de "cessar-fogo", embora não tenha sido imediatamente recebido a bordo do New Hampshire antes que um projétil atingisse o Louisiana. Enquanto os navios paravam para avaliar os danos, vigias a bordo do Ohio relataram um submarino inimigo, provocando várias salvas das baterias secundárias de Ohio e New Hampshire, embora os caçadores de submarinos não tenham encontrado evidências de um submarino ao investigar a cena.
Após a rendição alemã em novembro de 1918, a maioria dos encouraçados da Frota do Atlântico foi usada como transporte para repatriar soldados americanos de volta da França. O Ohio e seus companheiros de classe não eram tão empregados, no entanto, devido ao seu curto alcance e tamanho pequeno, o que não permitia acomodações adicionais suficientes. Em vez disso, ele foi enviado para a Filadélfia em 28 de novembro e permaneceu inativo lá até 7 de janeiro de 1919, quando foi colocado de volta na reserva. Em 17 de julho, o navio foi reclassificado como BB-12. O encouraçado Iowa (então renomeado como Coast Battleship No. 4) foi convertido em um navio-alvo controlado por rádio, e Ohio foi empregado como seu primeiro navio de controle. O Ohio controlou a embarcação remotamente em uma viagem da Filadélfia para Hampton Roads para testes iniciais em agosto de 1920. As duas embarcações realizaram experimentos lá até 10 de setembro.
Em junho de 1921, a Marinha e o Exército realizaram uma série de testes de bombardeio em Virginia Capes para avaliar a eficácia de aeronaves contra encouraçados. O Ohio foi novamente usado para controlar o Coast Battleship No. 4 durante os experimentos, navegando à popa do navio alvo junto com vários outros navios para simular uma frota em andamento. A capacidade de manobra do navio prejudicou significativamente a capacidade das tripulações de localizar e atacar o alvo. Após o Tratado Naval de Washington de 1922, que determinou reduções significativas nos armamentos navais, o Ohio foi retirado do registro naval em 31 de maio de 1922 e vendido como sucata em 24 de março de 1923.